# Standortübungsplatz Bogen
Standortübungsplatz Bogen este o arie protejată (arie specială de conservare — SAC, sit de importanță comunitară — SCI) din Germania întinsă pe o suprafață de 72,62 ha, integral pe uscat.

## Localizare
Centrul sitului Standortübungsplatz Bogen este situat la coordonatele 48°54′15″N 12°42′24″E / 48.9042°N 12.7067°E.

## Înființare
Situl Standortübungsplatz Bogen a fost declarat sit de importanță comunitară în noiembrie 2004 pentru a proteja 2 specii de animale. Situl a fost protejat și ca arie specială de conservare în aprilie 2016.

## Biodiversitate
Situată în ecoregiunea continentală, aria protejată nu include niciun habitat protejat.
La baza desemnării sitului se află mai multe specii protejate de  amfibieni (2): izvoraș-cu-burta-galbenă (Bombina variegata), triton cu creastă (Triturus cristatus).